# Monte-Palacio
Monte-Palacio es un núcleo poblacional perteneciente al municipio de Paradas, en la provincia de Sevilla (España). Actualmente está habitado.

## Localización y comunicaciones
Monte-Palacio se encuentra a unos 4 km de Paradas, junto a la autovía A-92, cerca del kilómetro 49 de dicha vía, entre las localidades de El Calvario, núcleo próximo a Paradas, y Marchena.

## Historia
Hasta mediados de los años 40, en los alrededores de Monte-Palacio se organizaba una romería en honor de [nuestra Señora de los Remedios], siendo muy popular en Paradas y sus pueblos vecinos. La imagen de la Virgen era trasladada desde Paradas. Desde 2005 se celebra en Paterna, cerca de El Palomar (la pedanía de Paradas).